# 문규영
문규영(文奎榮, 음력 1951년 11월 1일 ~ )은 아주그룹 회장이다.

## 생애
1970년에 휘문고등학교를 졸업했으며, 1977년에 고려대학교를 졸업하였다.
2004년에 아주그룹의 회장이 되었다.
현재 5남매중 3째아들이며 아버지 문태식 (아주그룹 명예회장)의 아들이다.